# BeINメディア・グループ
beINメディア・グループ（ビーイン メディア・グループ、/ˈbiːɪn/ ;アラビア語: مجموعة بي إن الإعلامية, Majmū'at Bī'in al-I'lāmiyyah）は、カタールのドーハに本拠地を置く、カタール国営の国際的なスポーツおよびエンターテイメントネットワーク。ヨーロッパ、北米、アジア、オーストラリア、MENA（中東および北アフリカ）の43カ国で7つの言語によりエンターテイメント、スポーツ、及び主要な国際イベントを配信している。

## 沿革
beINの起源となっているbeINスポーツは、2012年6月にニュースチャンネルのアルジャジーラなどを擁するアルジャジーラ・メディア・ネットワーク（AJMN）の1ブランドとして発足した。
2014年1月1日、AJMNからbeINスポーツが独立して、新たにbeINメディア・グループが発足。同年10月には、オーストラリアのスポーツチャンネルであるセタンナ・スポーツを買収、「beINスポーツ・オーストラリア」に改組した。また、2015年、スペインサッカーに特化した HD チャンネルを発足させた。
2015年11月、beINメディアグループは、取り扱う番組の範囲をそれまでのスポーツ専門から映画などエンターテイメント分野にまで広げることを明らかにする。2016年1月にはターナー・ブロードキャスティング・システムとの間で、中東及び北アフリカにおけるターナーのエンタテインメント及びニュースチャンネルの独占放映権を獲得したことを発表した。その後、BBCスタジオ、ワーナー・ブラザース、CBS、ドリームワークス・アニメーション、ディスカバリーといった欧米のメディアと次々に戦略的パートナーシップを締結する。
2015年11月、beINメディア・グループがアメリカの映画会社であるミラマックスを傘下に収めることに関心を持っているという報道があり、翌2016年3月1日、コロニー・キャピタルとカタール投資庁の合弁会社・フィルムヤード・ホールディングスが保有していたミラマックスの株式を完全取得し傘下に収めた。
2016年9月28日、トルコの有料チャンネル・デジトゥルクの買収が完了したことを発表した。 
2019年12月20日、beINはアメリカのメディア大手・バイアコムCBS（現：パラマウント・グローバル）にミラマックスの株式49%を3億7500万ドル（約410億円）で売却することで合意したと発表した。2020年4月3日に売却手続きは完了し、beINは引き続き51%の株式を保持しミラマックスへの影響力を残した。
2019年11月、beINメディアは2019年と2020年のFIFAクラブワールドカップの独占放映権を獲得した。
COVID-19の影響により、beINは中東と北アフリカ地域において、一時解雇を検討していると報じられている。